# Charles-Félix Frébault
Charles-Félix Frébault est un homme politique français né le 7 mars 1825 à Metz (Moselle) et décédé le 29 octobre 1902 à Paris.

## Biographie
Médecin à Paris en 1850, il est conseiller municipal de Paris de 1871 à 1876, et député de la Seine de 1876 à 1889 et de 1893 à 1898, inscrit au groupe de l'Union républicaine. Il fut l'un des 363 qui refusent la confiance au gouvernement de Broglie, le 16 mai 1877. 

## Sources
- « Charles-Félix Frébault », dans Adolphe Robert et Gaston Cougny, Dictionnaire des parlementaires français, Edgar Bourloton, 1889-1891 [détail de l’édition]
- « Charles-Félix Frébault », dans le Dictionnaire des parlementaires français (1889-1940), sous la direction de Jean Jolly, PUF, 1960 [détail de l’édition]